# Leonid Słucki (trener)
Leonid Wiktorowicz Słucki (ros. Леонид Викторович Слуцкий, ur. 4 maja 1971) – rosyjski trener i piłkarz występujący na pozycji bramkarza.

## Kariera piłkarska
Słucki zakończył swoją karierę w wieku zaledwie 19 lat. Stało się to z powodu kontuzji kolana, odniesionej przy upadku z drzewa, z którego zdejmował kota sąsiadów.

## Kariera trenerska
Od października 2009 był szkoleniowcem CSKA Moskwa, zastępując na tym stanowisku Juande Ramosa. Słuckiemu udało się doprowadzić CSKA do ćwierćfinału Ligi Mistrzów, co jest najlepszym wynikiem klubu w tych rozgrywkach. W grudniu 2016 roku po siedmiu latach pracy zrezygnował z tej posady.
7 sierpnia 2015 został selekcjonerem reprezentacji Rosji, kontynuując jednocześnie prowadzenie CSKA. Po nieudanym dla Rosji Euro 2016 zrezygnował z tej posady.
W czerwcu 2017 został trenerem angielskiego klubu Hull City. Po zwolnieniu z angielskiego klubu, został trenerem holenderskiego Vitesse. W obu klubach nie odniósł sukcesów szkoleniowych.
Od grudnia 2019 prowadzi Rubin Kazań.

## Życie osobiste
Żonaty z Iriną, z którą ma syna Dmitrija.

## Sukcesy
CSKA Moskwa
- Primjer Liga: 2012–13, 2013–14, 2015–16
- Puchar Rosji: 2010–11, 2012–13
- Superpuchar Rosji: 2013, 2014